# أوساريزاويت
الأوساريزاويت (بالإنجليزية: Osarizawaite )‏ معدن ذو لون أصفر مخضر صيغته الكيميائية PbCuAl2(SO4)2(OH)6 . وهو عبارة عن بلورات لها شكل المنشور السداسي المنتظم .